# Thomas Anders
 (juin 2019).
Si vous disposez d'ouvrages ou d'articles de référence ou si vous connaissez des sites web de qualité traitant du thème abordé ici, merci de compléter l'article en donnant les références utiles à sa vérifiabilité et en les liant à la section « Notes et références ».
Thomas Anders, de son vrai nom Bernd Weidung, est un chanteur allemand, né le 1er mars 1963 à Münstermaifeld (Allemagne).

## Biographie
Il doit sa renommée au groupe Modern Talking qu'il a créé avec Dieter Bohlen en 1984. Thomas Anders a commencé sa carrière relativement tôt aux côtés de Dieter Bohlen, pour ensuite connaître un succès retentissant de 1984 à 1987 et de 1998 à 2003 avec Modern Talking qui vendra plus de 120 millions de disques. Modern Talking alignera 5 numéros 1 successifs au Top singles en Allemagne entre 1985 et 1986 (de You're my heart, you're my soul à Atlantis is calling).
Après la première séparation du groupe, Thomas Anders commence une carrière solo qui n'a pas été très retentissante, ses albums passant relativement inaperçus de 1989 à 1997. Sur scène, il continue à entonner les hits de Modern Talking.
Lors du come back de Modern Talking en 1998, il renoue avec le succès à l'échelle internationale. Mais après 12 albums en commun, le groupe se scinde à nouveau. Thomas Anders sort alors son 7e album solo This Time qui parvint à convaincre une partie des fans de Modern Talking.
Depuis, Thomas Anders est régulièrement présentateur de spectacles Best Of Formel Eins, un spectacle hebdomadaire consacré aux années 1980, Eurovision… Il donne encore de nombreux concerts et a été nommé professeur en Bulgarie.
En 2006, il sort un album de reprises de grands tubes des années 1980 tels Do You Really Want to Hurt Me ou True.
En 2008, il s'associe à Sound Chateau et sort deux nouveaux morceaux aux allures dancefloor et pop, Ibiza Baba Baya et For You. 2008 est aussi l'année des concerts donnés un peu partout en Europe : Ukraine, Lettonie, Israël, Russie, Malte, etc. Pendant la période de Noël, une chanson est éditée, Kisses For Christmas.
En 2009, il chante en duo avec Sandra sur The Night Is Still Young. Après les vicissitudes liées à l'annulation de son album Good Karma, Thomas Anders reprend les chemins des studios en Russie afin de sortir un album pop, Strong, dont le titre phare est Why Do You Cry.
En 2011, il enregistre un album en duo avec Uwe Fahrenkrog-Petersen, et l'année suivante un duo avec Kamaliya pour le titre No Ordinary Love. En Août 2013, il chante avec la star iranienne Omid pour We Are One.
En 2014 sort le titre Everybody Wants to Rule the World. En 2016 paraît un album de reprises, History avec deux titres inédits.
En juillet 2016 sort le single Love Is in the Air et un medley 2016 de l'album History.
En avril 2017 il publie Pures Leben, un album entièrement en allemand, suivi en Octobre 2018 de Ewig mit dir.
En juin 2020, il sort Das Album en collaboration avec Florian Silbereisen qui sera numéro 1 des ventes en Allemagne pendant 2 semaines et recevra un disque de platine. Numéro 1 en Autriche et recevra un disque d'or. Et il sera aussi numéro 1 en Suisse.
Le 26 Mars 2021, paraît l'album Cosmic, soutenu par le single Cosmic Rider
Un second album avec Florian Silbereisen "Nochmal!" d'abord annoncé pour juin 2024 puis pour le 18 octobre 2024 mais la date est finalement reportée au 27 décembre 2024, 5 titres ont déjà été extraits de ce futur album qui contient 16 chansons et signe le grand retour de ce duo de Schlager (Variété en allemand) celui ci se retrouvera encore en tête des ventes d'album en Allemagne à sa sortie.

## Discographie

### Albums studio
- 1989 : Different
- 1991 : Whispers
- 1992 : Down on Sunset
- 1993 : When I Will See You Again
- 1994 : Barcos De Cristal
- 1995 : Souled
- 2004 : This Time
- 2006 : Songs Forever
- 2010 : Strong
- 2012 : Christmas For You
- 2016 : History
- 2017 : Pures Leben
- 2018 : Ewig Mit Dir
- 2020 : Das album (Thomas Anders & Florian Silbereisen)
- 2021 : Cosmic
- 2024: Nochmal (Thomas Anders & Florian Silbereisen)

### Compilations & Live
- 1992 : For Your Love
- 2011 : Balladen
- 2012 : Best of

### Singles
- 1980 Judy (CBS)
- 1980 Du weinst um ihn (CBS)
- 1981 Es war die Nacht der ersten Liebe (CBS)
- 1982 Ich will nicht dein Leben (Hansa Records)
- 1983 Was macht das schon (Hansa Records)
- 1983 Wovon träumst du denn (Hansa Records)
- 1983 Heißkalter Engel (Hansa Records)
- 1984 Endstation Sehnsucht (Hansa Records)
- 1984 Es geht mir gut heut' Nacht (Hansa Records)
- 1989 Love Of My Own (Teldec)(#24 l'Allemagne)
- 1989 One Thing (Teldec)
- 1989 Soldier (Teldec)
- 1991 The Sweet Hello, The Sad Goodbye (East West Records)
- 1991 Can't Give You Anything (But My Love) (East West Records)(#73 l'Allemagne)
- 1991 Can't Give You Anything But My Love remix(East West Records)
- 1991 True Love (East West)
- 1992 How Deep Is Your Love (Polydor)(#71 l'Allemagne)
- 1992 Standing Alone (Polydor)(#72 l'Allemagne)
- 1993 When Will I See You Again (Polydor)(#37 l'Allemagne)
- 1993 I'll Love You Forever (Polydor)(#79 l'Allemagne)
- 1993 I'll Love You Forever - Remix (Polydor)
- 1994 The Love In Me (Polydor)
- 1994 The Love In Me - The Remixes (Polydor)
- 1994 Road To Higher Love (Polydor)
- 1995 Never Knew Love Like This Before (Polydor)
- 1995 A Little Bit Of Lovin (Polydor)
- 1995 Never Knew Love Like This Before - Remixes (Polydor)
- 2003 Independent Girl (BMG) (#17 l'Allemagne)
- 2004 King Of Love (BMG)(#37 l'Allemagne)
- 2004 Tonight Is The Night(#60 l'Allemagne)
- 2004 Just Dream (BMG)(# 64 l'Allemagne)
- 2006 A Very Special Feeling
- 2008 Ibiza Baba Baya feat Sound Chateau et For You
- 2008 Kisses For Christmas
- 2009 The Night Is Still Young Feat ( Sandra )(#46 l'Allemagne)
- 2010 Why Do You Cry (#21 en Russie - Airplay charts)
- 2010 Stay With Me
- 2010 The Christmas Song
- 2011 Gigolo feat Fahrenkrog
- 2011 No more tears on the dancefloor feat Fahrenkrog
- 2012  No Ordinary Love feat Kamaliya
- 2013 We Are One feat Omid
- 2014 Every body wants to rule the world
- 2016 Take a chance et Lunatic
- 2017 der beste tag meines lebens , fliegen , sternenregen
- 2019 Like a Flower
- 2020 Cosmic Rider